# Илия Самарджиев
Илия Самарджиев Илюшка е български революционер, деец на Вътрешната македоно-одринска революционна организация.

## Биография
Илия Самарджиев е роден през 1863 година във Велес, тогава в Османската империя, днес в Северна Македония. В 1901 година е заклет като член на ВМОРО. Сражава се като милиционер при село Бусилци с войводата Димитър Йотов и на много други места в околията, особено в Азот, против четите на сръбската пропаганда. Също така пренася материали за четите във Велешкия район. Сражава се с османски части с четата на Гого Ацев в Прилепско.
На 25 март 1943 година, като жител на Велес, подава молба за българска народна пенсия. Молбата е одобрена и пенсията е отпусната от Министерския съвет на Царство България.